# Obra Stara
Obra Stara − przystanek kolejowy w Starej Obrze, w Polsce, w województwie wielkopolskim, w powiecie krotoszyńskim.

## Ruch pasażerski
| Rok  | Wymiana pasażerska na dobę |
| ---- | -------------------------- |
| 2017 | 0-9                        |
| 2022 | 0-9                        |

Napis na tablicy pamiątkowej głosi: Przystanek ten został wybudowany w czynie społecznym jako symbol twórczej pracy społeczeństwa Obry Starej i Szymanowa w roku 1970.